# Joan Boada i Carreras
Joan Boada i Carreras (Olesa de Montserrat, 27 de setembre del 1722 - Olesa de Montserrat, 4 d'agost de 1805) va ser un prevere i geògraf català conegut per ser qui va respondre el 1789, en català, un qüestionari que va enviar Francisco de Zamora a Olesa de Montserrat i a altres municipis catalans.
Va néixer a Cal Pel·la, al carrer Ample del nucli antic de la vila. Va estudiar filosofia a la Universitat de Cervera i teologia a Barcelona. Primerament, des del 1749 al 1760, va ser vicari de Santa Eulàlia d’Esparreguera, i des del 1760 fou vicari (amb funcions de rector) de Santa Maria d’Olesa, parròquia en la qual ocupà també diversos altres càrrecs.
El 1992, el Centre d'Estudis Comarcals del Baix Llobregat va editar un llibre amb les respostes efectuades pels altres municipis del Baix Llobregat però no hi havia Olesa de Montserrat pensant que havia desaparegut. Anys després es va trobar una copia i un dels estudiosos que va aprofundir en la recerca del Qüestionari de Zamora a Olesa fou Àngel Manuel Hernández Cardona que va publicar un llibre al 2000. La resposta que va redactar Joan Boada és d'una gran riquesa d'informació i d'un gran detall des del punt de vista de la geografia i les diferents branques d'aquesta ciència social i que permet obtenir una radiografia de com era el municipi a finals del segle xviii.